# ژان باپتیست کریر
ژان باپتیست کریر (۱۶ مارس ۱۷۵۶–۱۶ دسامبر ۱۷۹۴) یک انقلابی و سیاستمدار در دوران انقلاب فرانسه بود که بیش از همه، به‌دلیل اقدامات خود در جنگ ووندی در دوران حکومت وحشت شناخته شده‌است. او دستور اعدام ۴۰۰۰ غیرنظامی، که عمدتاً از کشیش‌ها، زنان و کودکان بودند را در نانت صادر کرد. برخی از آن اعدام‌ها، با غرق کردن افراد در رود لوآر انجام شد که کریر آن را «حمام ملی» توصیف می‌کرد. پس از سقوط دولت روبسپیر، کریر به‌دلیل ارتکاب جنایات جنگی توسط دادگاه انقلابی محاکمه شد، و در نهایت، مجرم شناخته و اعدام شد.

## سال‌های آغازبن
کریر در روستایی در نزدیکی اوریاک متولد شد. او و خانواده‌اش به‌عنوان کشاورز مستأجر طبقه متوسط، از درآمد حاصل از زراعت زمین یک نجیب‌زاده فرانسوی زندگی می‌کردند. پس از تحصیل در مدرسهٔ اوریاک، او توانست طیف گسترده‌ای از علایق شغلی خود را دنبال کند. کریر تا سال ۱۷۸۵ در یک دفتر وکالت در پاریس کار کرد تا این‌که به اوریاک بازگشت، ازدواج کرد و با وقوع انقلاب، به گارد ملی فرانسه و باشگاه ژاکوبن‌ها پیوست. در سال ۱۷۹۰ او یک وکیل (مشاور برای قلمرو پیشکاری) بود و در سال ۱۷۹۲ به عنوان معاون کنوانسیون ملی فرانسه از کانتال انتخاب شد. او پیش از آن، به‌عنوان یکی از اعضای بانفوذ باشگاه کوردلیرز و باشگاه ژاکوبن‌ها شناخته می‌شد. پس از انقیاد فلاندر، او یکی از کمیسرهایی بود که در اواخر سال ۱۷۹۲ توسط کنوانسیون، نامزد شد. او به اعدام لوئی شانزدهم پادشاه فرانسه رأی داد و یکی از نخستین افرادی بود که خواستار دستگیری دوک اورلئان شد و در سرنگونی ژیروندیست‌ها (در ۳۱ مه) نیز نقش مهمی داشت.

## نمایندگی در نانت

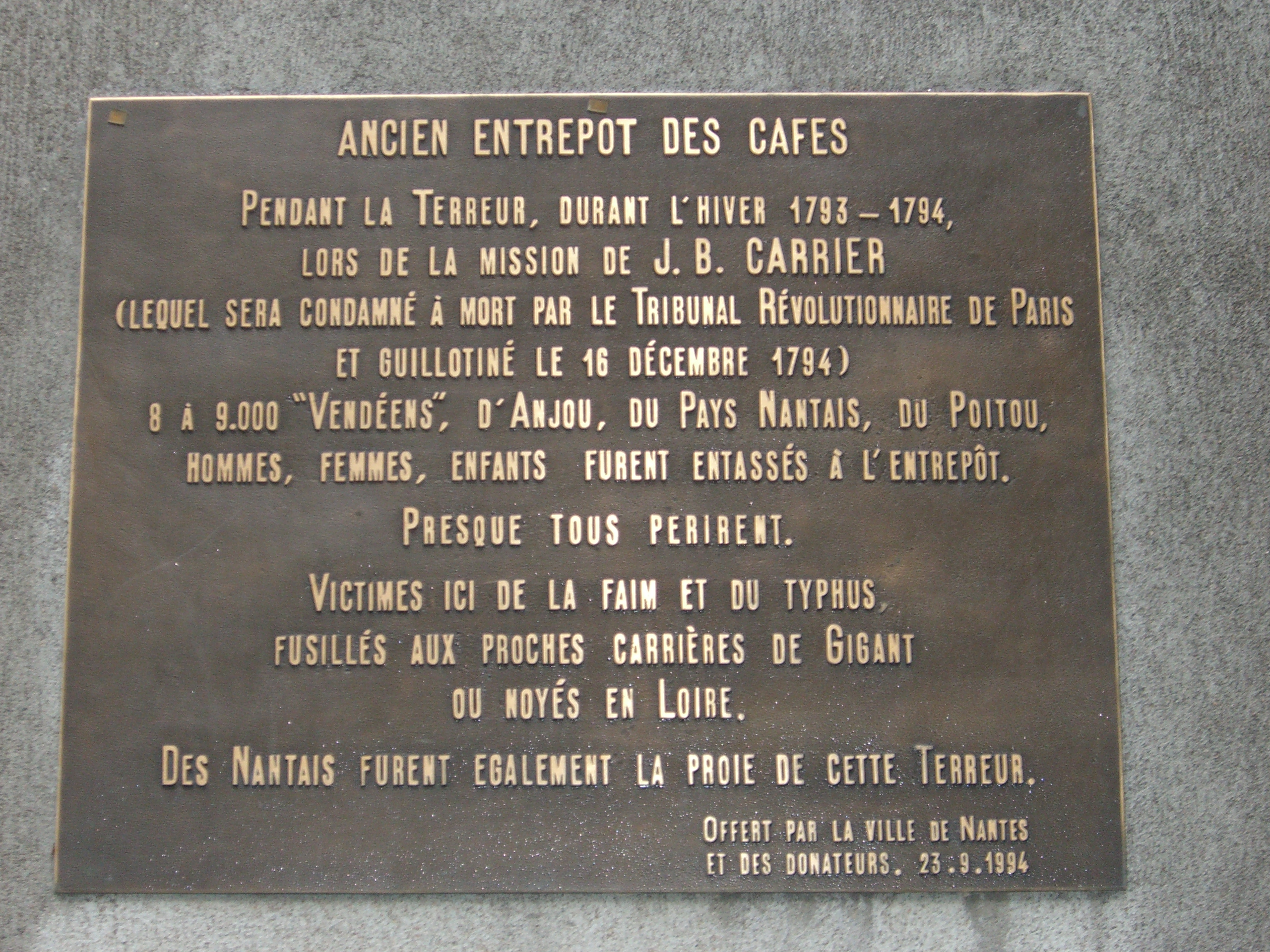
پلاکی در نانت: «زندان انبار قهوه سابق، در طول حکومت وحشت، در طول زمستان ۱۷۹۳–۱۷۹۴، در زمان مأموریت کریر (که توسط دادگاه انقلاب پاریس و در ۱۶ دسامبر ۱۷۹۴ به اعدام با گیوتین محکوم شد)، ۸ تا ۹۰۰۰ شهروند وندی، آنژو، منطقه نانت و پوآتو - شامل مردان، زنان و کودکان - در این زندان محبوس شدند. تقریباً همهٔ آن‌ها از بین رفتند. قربانیان گرسنگی و تیفوس در نزدیکی معدن گیگانت، تیرباران یا در رود لوآر غرق شدند. - مردم نانت، قربانی "ترور برابر" بودند.

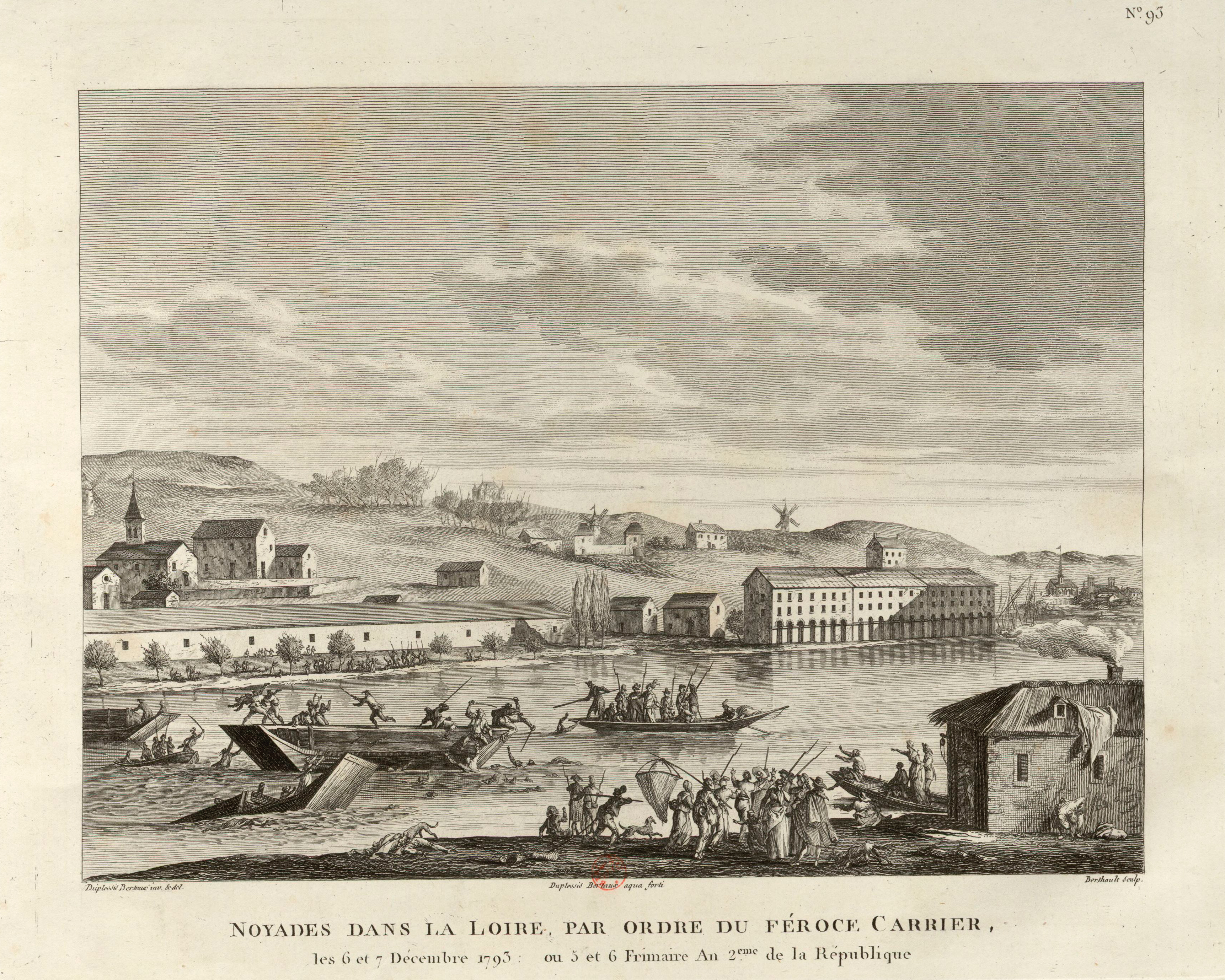
نقاشی 'غرق‌شدگان در نانت"، بر پایهٔ اثر ژان دوپلسی-برتو

کریر پس از یک مأموریت به نرماندی، در اوایل اکتبر ۱۷۹۳، به‌عنوان نمایندهٔ در مأموریت و تحت دستور کنوانسیون ملی، برای سرکوب شورش ضدانقلابیون به نانت فرستاده شد. او یک دادگاه انقلابی در نانت تأسیس کرد که لژیون مارا نامیده می‌شد، تا به سرعت از توده‌های زندانیان انباشته‌شده در زندان‌ها خلاص شود. محاکمه‌ها به‌سرعت پایان یافته و قربانیان به‌وسیلهٔ گیوتین یا تیرباران کشته، یا به روشی غیرانسانی‌تر از بین برده شدند.
کریر در نامه‌ای بیست صفحه‌ای به جمهوری‌خواهان هم‌نظرخود قول داد که حتی یک ضدانقلاب یا انحصارگر (با اشاره به احتکارکنندگان و صاحبان زمین‌های اشرافی) را در نانت آزاد نگذارد. برخوردهای شدید او توسط کمیته امنیت عمومی تأیید شد و در روزهای بعد، کریر تعداد زیادی از زندانیان را سوار کشتی‌هایی کرد که درهایی در ته آن وجود داشت و آن‌ها را در رودخانه لوآر غرق کرد. این اعدام‌ها، به‌ویژه اعدام کشیش‌ها و راهبه‌ها، و همچنین زنان و کودکان، معروف به غرق‌شدگان در نانت (نویادس) و رفتارهای او، باعث شهرت کریر به‌عنوان شخصی ظالم بی‌رحم شد. او در نوامبر ۱۷۹۳ دستور غرق کردن ۹۴ کشیش در لوآر را صادر کرد. برخی مدعی بودند که او دستور داده بود تا پیش از غرق شدن، زنان و مردان جوان زندانی را به‌شکل برهنه به هم ببندند. به این روش، «ازدواج جمهوری» می‌گفتند، اما بعداً مشخص شد که این اتهام، شایعه‌ای است که ضدانقلاب ساخته بود.
آدولف تیر او را به‌عنوان «یکی از ارواح پست و خشن توصیف کرد که در هیجان جنگ‌های داخلی، به هیولاهای ظلم و تندروی تبدیل می‌شوند».

## محاکمه و اعدام

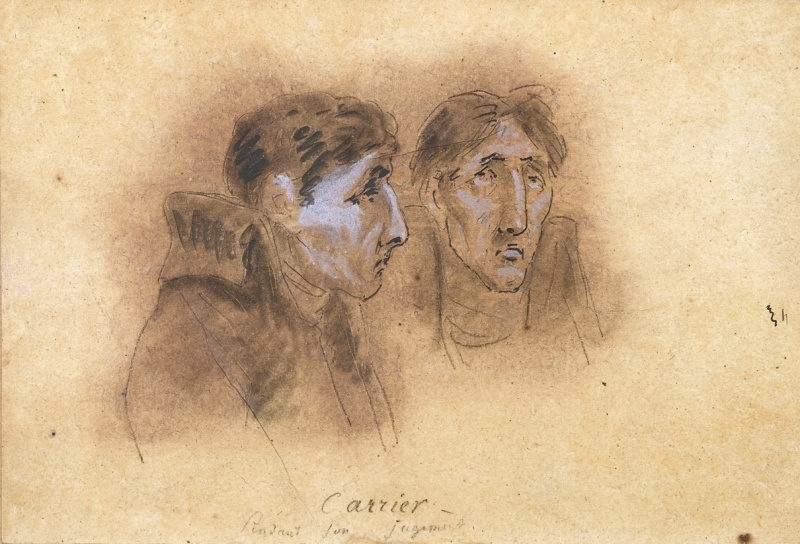
طرحی از کریر، در طول محاکمه، اثری از ویوانت دنون

در فوریهٔ ۱۷۹۴، پس از این‌که یکی از اعضای کمیته امنیت عمومی با اطلاعاتی در مورد جنایات در حال انجام کریر از نانت بازگشت، کریر توسط روبسپیر به پاریس فراخوانده شد، اما خود کریر در آن هنگام، محاکمه نشد.
چند ماه بعد، واکنش ترمیدوری منجر به سقوط روبسپیر و کمیته امنیت عمومی شد. موقعیت و اقدامات کریر نیز به‌طرز خطرناکی افشا شد و زندانیانی که او از نانت آورده بود تبرئه و آزاد شدند و محکومیت‌ها نسبت به اقدامات کریر افزایش یافت. کریر در در ۳ سپتامبر ۱۷۹۴ دستگیر شد. وی در محاکمهٔ خود در دادگاه انقلابی به سرعت اتهامات ضدبشری علیه خود را رد کرد و اظهار داشت: «من سهم کمی در پلیس نانت داشتم؛ من فقط به‌صورت موقت و گذرا آن‌جا بودم، ابتدا در رن و سپس در ارتش. وظیفه اصلی من مراقبت و تجهیز نیروهایمان بود و به مدت شش ماه، ۲۰۰٬۰۰۰ سرباز را بدون این‌که هزینه‌ای برای دولت داشته باشد، در آن‌جا تأمین کردم. از این رو من اطلاعات کمی برای ارائه در این مورد دارم. من از موارد اتهامی خود اطلاع کمی دارم یا اطلاعی ندارم.» پس از این بیانیه، یکی از نمایندگان، به‌نام فیلیپس، از جای خود بلند شد و کریر را با صدای بلند متهم به غرق کردن ساکنین، اعدام‌های گسترده، تخریب، دزدی، غارت، تخریب نانت، ایجاد قحطی و بی‌نظمی، و سلاخی زنان و کودکان کرد. افرادی شبه‌نظامی، از «شرکت مارات»، که کریر برای پاکسازی نانت از آن استفاده می‌کرد، در طول محاکمه حضور داشتند، همه این افراد به‌طور مستقیم و غیرمستقیم توسط کریر منصوب شده بودند و همگی آن‌ها بخشی از کمیته انقلابی نانت بودند. هیئت منصفه‌ای که به پروندهٔ کریر رسیدگی می‌کرد، با پایان یافتن محاکمه، مات و مبهوت مانده و به اتفاق آرا به اعدام کریر رای دادند.
از این رو، دادگاه انقلابی، او را در اتهام به اعدام دسته‌جمعی شهروندانی که علیه جمهوری نجنگیده بودند، از طریق غرق کردن و تیرباران که «آگاهانه، شرورانه و با نیت ضدانقلابی» انجام شده بود، گناهکار اعلام کرد. او همراه با دو هم‌دست خود در کمیته انقلابی نانت، در ۱۶ دسامبر ۱۷۹۴ توسط گیوتین در پاریس اعدام شد.